# Campeonato Mundial de Hóquei no Gelo de 1933
O Campeonato Mundial de Hóquei no Gelo de 1931 foi a sétima edição da competição realizadas entre 18 e 26 de fevereiro de fevereiro de 1931 em Praga na Checoslováquia. Pela primeira vez o título não ficou com o Canadá e sim com os Estados Unidos que conquistaram o seu primeiro título.
A equipe americana, o Massachusetts Rangers, era composta principalmente por estudantes universitários e liderada por desempenhos destacados de Gerry Cosby no gol, bem como pelo capitão de equipe Ben Langmaid. O Canadá foi representado pelos Toronto National Sea Fleas, vencedores da Allan Cup de 1932, e treinado pela controversa personalidade do hóquei Harold Ballard.

## Primeira Fase
Nesta Fase os times, com exceção ao Canadá e aos Estados Unidos, foram distribuídos em três grupos, o primeiro com quatro e os dois demais com três integrantes. Ao fim dessa fase os dois melhores de cada grupo avançariam para a segunda fase, já as demais equipes disputaram os jogos de classificação.

### Grupo A
| Tabela de classificação | Tabela de classificação | Tabela de classificação | Tabela de classificação | Tabela de classificação | Tabela de classificação | Tabela de classificação | Tabela de classificação | Tabela de classificação | Tabela de classificação | Tabela de classificação |
| Time                    | Time                    | Pts                     | J                       | V                       | E                       | D                       | GM                      | GS                      | SG                      |                         |
| ----------------------- | ----------------------- | ----------------------- | ----------------------- | ----------------------- | ----------------------- | ----------------------- | ----------------------- | ----------------------- | ----------------------- | ----------------------- |
| 1                       | Tchecoslováquia         | 6                       | 3                       | 3                       | 0                       | 0                       | 13                      | 2                       | +11                     |                         |
| 2                       | Áustria                 | 4                       | 3                       | 2                       | 0                       | 1                       | 11                      | 3                       | +8                      |                         |
| 3                       | Itália                  | 2                       | 3                       | 1                       | 0                       | 2                       | 3                       | 6                       | -3                      |                         |
| 4                       | Romênia                 | 0                       | 3                       | 0                       | 0                       | 3                       | 1                       | 17                      | -16                     |                         |

Legenda
|  |                                   |
|  | Classificados para a segunda fase |

#### Resultados
| 18 de fevereiro de 1933 |     |        |  |
| Áustria                 | 3–0 | Itália |  |
|                         |     |        |  |

| 18 de fevereiro de 1933 |     |         |  |
| Tchecoslováquia         | 8–0 | Romênia |  |
|                         |     |         |  |

| 19 de fevereiro de 1933 |     |         |  |
| Itália                  | 2–0 | Romênia |  |
|                         |     |         |  |

| 19 de fevereiro de 1933 |     |         |  |
| Tchecoslováquia         | 2–1 | Áustria |  |
|                         |     |         |  |

| 20 de fevereiro de 1933 |     |         |  |
| Áustria                 | 7–1 | Romênia |  |
|                         |     |         |  |

| 20 de fevereiro de 1933 |     |        |  |
| Tchecoslováquia         | 3–1 | Itália |  |
|                         |     |        |  |

### Grupo B
| Tabela de classificação | Tabela de classificação | Tabela de classificação | Tabela de classificação | Tabela de classificação | Tabela de classificação | Tabela de classificação | Tabela de classificação | Tabela de classificação | Tabela de classificação | Tabela de classificação |
| Time                    | Time                    | Pts                     | J                       | V                       | E                       | D                       | GM                      | GS                      | SG                      |                         |
| ----------------------- | ----------------------- | ----------------------- | ----------------------- | ----------------------- | ----------------------- | ----------------------- | ----------------------- | ----------------------- | ----------------------- | ----------------------- |
| 1                       | Alemanha                | 4                       | 2                       | 2                       | 0                       | 0                       | 8                       | 0                       | +8                      |                         |
| 2                       | Polônia                 | 2                       | 2                       | 1                       | 0                       | 1                       | 1                       | 2                       | -1                      |                         |
| 3                       | Bélgica                 | 0                       | 2                       | 0                       | 0                       | 2                       | 0                       | 7                       | -7                      |                         |

Legenda
|  |                                   |
|  | Classificados para a segunda fase |

#### Resultados
| 18 de fevereiro de 1933 |     |         |  |
| Alemanha                | 6–0 | Bélgica |  |
|                         |     |         |  |

| 19 de fevereiro de 1933 |     |         |  |
| Alemanha                | 2–0 | Polônia |  |
|                         |     |         |  |

| 20 de fevereiro de 1933 |     |         |  |
| Polônia                 | 1–0 | Bélgica |  |
|                         |     |         |  |

### Grupo C
| Tabela de classificação | Tabela de classificação | Tabela de classificação | Tabela de classificação | Tabela de classificação | Tabela de classificação | Tabela de classificação | Tabela de classificação | Tabela de classificação | Tabela de classificação | Tabela de classificação |
| Time                    | Time                    | Pts                     | J                       | V                       | E                       | D                       | GM                      | GS                      | SG                      |                         |
| ----------------------- | ----------------------- | ----------------------- | ----------------------- | ----------------------- | ----------------------- | ----------------------- | ----------------------- | ----------------------- | ----------------------- | ----------------------- |
| 1                       | Suíça                   | 4                       | 2                       | 2                       | 0                       | 0                       | 6                       | 1                       | +5                      |                         |
| 2                       | Hungria                 | 2                       | 2                       | 1                       | 0                       | 1                       | 3                       | 1                       | +2                      |                         |
| 3                       | Letônia                 | 0                       | 2                       | 0                       | 0                       | 2                       | 1                       | 8                       | -7                      |                         |

Legenda
|  |                                   |
|  | Classificados para a segunda fase |

#### Resultados
| 18 de fevereiro de 1933 |     |         |  |
| Suíça                   | 5–1 | Letônia |  |
|                         |     |         |  |

| 19 de fevereiro de 1933 |     |         |  |
| Suíça                   | 1–0 | Hungria |  |
|                         |     |         |  |

| 20 de fevereiro de 1933 |     |         |  |
| Itália                  | 3–0 | Letônia |  |
|                         |     |         |  |

## Segunda Fase
Nesta fase as equipes que se classificaram na fase anterior juntaram-se aos Estados Unidos e ao Canadá, e foram redistribuidas em dois grupos com quatro integrantes cada, classificando-se os dois melhores de cada grupo para as semifinais. Já os terceiros e quartos colocados de cada grupo, brigariam pelas posições do quinto ao oitavo.

### Grupo D
| Tabela de classificação | Tabela de classificação | Tabela de classificação | Tabela de classificação | Tabela de classificação | Tabela de classificação | Tabela de classificação | Tabela de classificação | Tabela de classificação | Tabela de classificação | Tabela de classificação |
| Time                    | Time                    | Pts                     | J                       | V                       | E                       | D                       | GM                      | GS                      | SG                      |                         |
| ----------------------- | ----------------------- | ----------------------- | ----------------------- | ----------------------- | ----------------------- | ----------------------- | ----------------------- | ----------------------- | ----------------------- | ----------------------- |
| 1                       | Canadá                  | 6                       | 3                       | 3                       | 0                       | 0                       | 12                      | 1                       | +11                     |                         |
| 2                       | Áustria                 | 4                       | 3                       | 2                       | 0                       | 1                       | 3                       | 4                       | -1                      |                         |
| 3                       | Alemanha                | 2                       | 3                       | 1                       | 0                       | 2                       | 4                       | 7                       | -3                      |                         |
| 4                       | Hungria                 | 0                       | 3                       | 0                       | 0                       | 3                       | 1                       | 8                       | -7                      |                         |

Legenda
|  |                                |
|  | Classificados para os playoffs |

#### Resultados
| 21 de fevereiro de 1933 |     |         |  |
| Áustria                 | 1–0 | Hungria |  |
|                         |     |         |  |

| 21 de fevereiro de 1933 |     |          |  |
| Canadá                  | 5–0 | Alemanha |  |
|                         |     |          |  |

| 22 de fevereiro de 1933 |     |         |  |
| Alemanha                | 4–0 | Hungria |  |
|                         |     |         |  |

| 22 de fevereiro de 1933 |     |         |  |
| Canadá                  | 4–0 | Áustria |  |
|                         |     |         |  |

| 23 de fevereiro de 1933 |     |         |  |
| Canadá                  | 3–1 | Hungria |  |
|                         |     |         |  |

| 23 de fevereiro de 1933 |     |          |  |
| Áustria                 | 2–0 | Alemanha |  |
|                         |     |          |  |

### Grupo E
| Tabela de classificação | Tabela de classificação | Tabela de classificação | Tabela de classificação | Tabela de classificação | Tabela de classificação | Tabela de classificação | Tabela de classificação | Tabela de classificação | Tabela de classificação | Tabela de classificação |
| Time                    | Time                    | Pts                     | J                       | V                       | E                       | D                       | GM                      | GS                      | SG                      |                         |
| ----------------------- | ----------------------- | ----------------------- | ----------------------- | ----------------------- | ----------------------- | ----------------------- | ----------------------- | ----------------------- | ----------------------- | ----------------------- |
| 1                       | Estados Unidos          | 6                       | 3                       | 3                       | 0                       | 0                       | 17                      | 0                       | +17                     |                         |
| 2                       | Tchecoslováquia         | 4                       | 3                       | 2                       | 0                       | 1                       | 2                       | 6                       | -4                      |                         |
| 3                       | Suíça                   | 2                       | 3                       | 1                       | 0                       | 2                       | 3                       | 9                       | -6                      |                         |
| 4                       | Polônia                 | 0                       | 3                       | 0                       | 0                       | 3                       | 1                       | 8                       | -7                      |                         |

Legenda
|  |                                |
|  | Classificados para os playoffs |

#### Resultados
| 21 de fevereiro de 1933 |     |       |  |
| Estados Unidos          | 7–0 | Suíça |  |
|                         |     |       |  |

| 21 de fevereiro de 1933 |     |         |  |
| Tchecoslováquia         | 1–0 | Polônia |  |
|                         |     |         |  |

| 22 de fevereiro de 1933 |     |         |  |
| Estados Unidos          | 4–0 | Polônia |  |
|                         |     |         |  |

| 22 de fevereiro de 1933 |     |       |  |
| Tchecoslováquia         | 1–0 | Suíça |  |
|                         |     |       |  |

| 23 de fevereiro de 1933 |     |         |  |
| Suíça                   | 3–1 | Polônia |  |
|                         |     |         |  |

| 23 de fevereiro de 1933 |     |                 |  |
| Estados Unidos          | 6–0 | Tchecoslováquia |  |
|                         |     |                 |  |

## Playoffs
Nesta fase as equipes classificadas na segunda fase enfrentaram se em um mata-mata onde os Estados Unidos Passaram pela Áustria em uma semifinal e o Canadá pela Tchecoslováquia na outra. No confronto decisivo os Estados Unidos bateram o Canadá por dois a um sendo esta a primeira derrota canadense em campeonatos mundiais.
Nos demais confrontos a Tchecoslováquia venceu a Áustria e ficou com a terceira posição, já o quinto lugar foi disputado pelas equipes que terminaram na terceira posição em seus grupos na segunda fase, onde após um empate em um a um a Alemanha superou a Suíça por ter melhor campanha, do mesmo modo se deu a disputa do sétimo lugar, onde as equipes que terminaram na quarta posição em seus grupos na segunda fase, também empataram em um a um, onde a Hungria superou a Polônia.
Já  pela disputa do nono lugar as seleções eliminadas ainda na primeira fase se enfrentaram nos jogos de classificação, onde a Romênia passou pela Bélgica e a Letônia pela Itália, na decisão os romenos venderam por um a zero e ficaram com o nono lugar.
|  | Semifinais      | Semifinais      |   |                 | Final           | Final |  |
|  |                 |                 |   |                 |                 |       |  |
|  | 25 de fevereiro |                 |   |                 |                 |       |  |
|  | Estados Unidos  | 4               |   |                 |                 |       |  |
|  | Áustria         | 0               |   |                 |                 |       |  |
|  |                 |                 |   |                 |                 |       |  |
|  |                 |                 |   |                 | 26 de fevereiro |       |  |
|  |                 |                 |   |                 | Estados Unidos  | 2     |  |
|  |                 | Canadá          | 1 |                 |                 |       |  |
|  |                 |                 |   |                 |                 |       |  |
|  |                 |                 |   |                 |                 |       |  |
|  |                 |                 |   |                 | Terceiro lugar  |       |  |
|  | 25 de fevereiro | 25 de fevereiro |   | 26 de fevereiro | 26 de fevereiro |       |  |
|  | Canadá          | 4               |   | Tchecoslováquia | 2               |       |  |
|  | Tchecoslováquia | 1               |   |                 | Áustria         | 0     |  |

### Jogos de Classificação
| 24 de fevereiro de 1933 |     |         |  |
| Romênia                 | 3–2 | Bélgica |  |
|                         |     |         |  |

| 24 de fevereiro de 1933 |     |        |  |
| Letônia                 | 2–0 | Itália |  |
|                         |     |        |  |

### Disputa do nono lugar
| 24 de fevereiro de 1933 |     |         |  |
| Romênia                 | 1–0 | Letônia |  |
|                         |     |         |  |

### Disputa do sétimo lugar
| 24 de fevereiro de 1933 |     |         |  |
| Hungria                 | 1–1 | Polônia |  |
|                         |     |         |  |

### Disputa do quinto lugar
| 24 de fevereiro de 1933 |     |       |  |
| Alemanha                | 1–1 | Suíça |  |
|                         |     |       |  |

### Semifinais
| 25 de fevereiro de 1933 |     |         |  |
| Estados Unidos          | 4–0 | Áustria |  |
|                         |     |         |  |

| 25 de fevereiro de 1933 |     |                 |  |
| Canadá                  | 4–0 | Tchecoslováquia |  |
|                         |     |                 |  |

### Terceiro lugar
| 26 de fevereiro de 1933 |     |         |  |
| Tchecoslováquia         | 2–0 | Áustria |  |
|                         |     |         |  |

### Final
| 26 de fevereiro de 1933 |     |        |  |
| Estados Unidos          | 2–1 | Canadá |  |
|                         |     |        |  |